# Abtlöbnitz
Abtlöbnitz là một đô thị thuộc huyện Burgenland, bang Sachsen-Anhalt, Đức. Đô thị Abtlöbnitz có diện tích 4,26 km², dân số thời điểm ngày 31 tháng 12 năm 2006 là 153 người.